# چشمه سهرآب
چشمه سهرآب - چشمه سهراب ، روستایی از توابع بخش بیستون شهرستان هرسین در استان کرمانشاه ایران است. که در ۶۰ کیلومتری شمال شرقی شهر کرمانشاه واقع شده است ،این روستا یکی از روستاهای زیبا جهت گردشگری در بخش بیستون است. بیشتر مردم روستا به کشاورزی و دامپروری مشغول هستند. همچنین در باغات این روستا میوه‌هایی نظیر: هلو، شلیل، سیب، انگور، گیلاس ،گردو و ... وجود دارد که بخش اعظم درآمد مردم از این راه به دست می‌آید.

## جمعیت
این روستا در دهستان چم چمال قرار دارد و براساس سرشماری مرکز آمار ایران در سال ۱۳۸۵، جمعیت آن ۲۶۹ نفر (۵۹خانوار) بوده‌است.